# 이매뉴얼 올리사데베
이매뉴얼 올리사데베(영어: Emmanuel Olisadebe, 1978년 12월 22일 나이지리아 와리 ~ )는 나이지리아에서 귀화한 폴란드의 전직 축구 선수이다. 2000년부터 2004년까지 폴란드 축구 국가대표팀에서 뛰었으며 2002년 FIFA 월드컵에서는 미국과의 조별 리그 최종전에서 득점을 기록했다.

## 수상
폴로니아 바르샤바
- 1999-2000 엑스트라클라사 우승
- 1999-2000 엑스트라클라사 컵 우승
- 2000년 폴란드 슈퍼컵 우승

 파나티나이코스
- 2003-04 수페르리가 엘라다 우승
- 2003-04 그리스 컵 우승

개인
- 2001년 폴란드 올해의 선수상